# Fosse Traisnel
La fosse Traisnel de la Compagnie des mines d'Aniche est un ancien charbonnage du Bassin minier du Nord-Pas-de-Calais, situé à Aniche. Les travaux commencent en 1848 à 1 250 mètres à l'ouest des fosses La Renaissance et Saint Louis. Des venues d'eau ont lieu en 1850, et retardent les travaux, une machine d'épuisement de 60 chevaux doit être mise en place. La fosse commence à extraire en 1856 à une profondeur relativement faible. La fosse Archevêque commence à extraire l'année suivante.
Comme à la fosse La Renaissance à Somain en 1862, la fosse Traisnel est arrêtée à l'exploitation en 1876 ou 1877, dès lors, elle assure l'aérage des fosses Archevêque et Sainte Marie, ainsi que la circulation du personnel. Le puits est alors profond de 278 mètres et la fosse a produit 676 564 tonnes de houille.
La Compagnie des mines d'Aniche est nationalisée en 1946, et intègre le Groupe de Douai. Le puits, profond de 393 mètres, est remblayé en 1952. Au début du XXIe siècle, Charbonnages de France matérialise la tête de puits Traisnel.

## La fosse
La Compagnie des mines d'Aniche a développé ses travaux du faisceau demi-gras avec une grande prudence. Elle les a graduellement étendues du nord vers le sud, sans rien laisser au hasard, n'ouvrant une nouvelle fosse qu'après s'être assurée, par les autres, de l'opportunité de sa création. On retrouve le même esprit de circonspection dans le mode d'extension de l'exploitation du côté du couchant. Ainsi, les fosses Traisnel et Archevêque n'ont été ouvertes qu'en 1848 et 1855, après que les fosses du levant eurent permis de reconnaître le prolongement du faisceau vers l'ouest. Ce n'est que plus tard encore, en 1857, que la fosse Sainte Marie a été entreprise à une plus grande distance au couchant.

### Fonçage
La fosse Traisnel est située à 1 250 mètres à l'ouest du méridien de La Renaissance, et à 1 250 mètres à l'ouest des puits La Renaissance et Saint Louis. Une ligne est-ouest menée par cette fosse, passe à distance à peu près égale de La Renaissance et de Saint Louis. Le fonçage commence en 1848, neuf ans après celui de La Renaissance qui avait permis de découvrir le gisement du même nom. En 1850, des venues d'eau se produisent dans les grès. Une machine d'épuisement à traction directe de 60 chevaux est mise en place, les venues d'eau diminuent petit à petit.
Le cuvelage est en bois de 8,40 à 68,20 mètres. Le diamètre du puits est de trois mètres, comme aux fosses Saint Louis et Fénelon
Elle est entrée dans le terrain houiller à la profondeur de 123, ou 126 mètres, un peu au nord de l'affleurement de la veine Marie. La fosse Archevêque est commencée en 1854, à 485 mètres au sud.

### Exploitation
La fosse est mise en service en 1856, par rapport aux autres fosses, le fonçage s'est avéré assez long, à cause de grandes difficultés pour l'épuisement des eaux. Il est possible d'épuiser les venues d'eau grâce à des tonneaux.
Son premier étage a été placé au niveau de 180 mètres, mais ses chassages du couchant sont allés rencontrer le tourtia à une certaine distance, qui doit être attribué à la dépression qui existe à la surface du terrain houiller, aux abords de la fosse Sainte Marie,. De même qu'à la fosse La Renaissance, et pour le même motif, la fosse Traisnel a été abandonnée en 1876 ou 1877. Le puits est alors profond de 278 mètres, et n'a produit que 676 564 tonnes.
L'exploitation n'y a été poursuivie qu'au niveau de 214 mètres, mais le puits a été approfondi jusqu'à 336 mètres, pour servir à la circulation des ouvriers et à l'aérage de l'Archevêque et de Sainte Marie. Le faisceau est exploité par cette dernière fosse, qui est située à 490 mètres au midi de Traisnel, et vers laquelle les veines se rapprochent, à mesure que les travaux s'enfoncent.
La Compagnie des mines d'Aniche est nationalisée en 1946, et intègre le Groupe de Douai. Le puits, profond de 393 mètres, est remblayé en 1952. Les étages de recette sont situés à 180, 214, 277, 330 et 393 mètres,.

### Reconversion
Un magasin Point P s'est installé sur le carreau de fosse, le puits est situé dans la cour à matériaux. Au début du XXIe siècle, Charbonnages de France matérialise la tête de puits. Le BRGM y effectue des inspections chaque année.

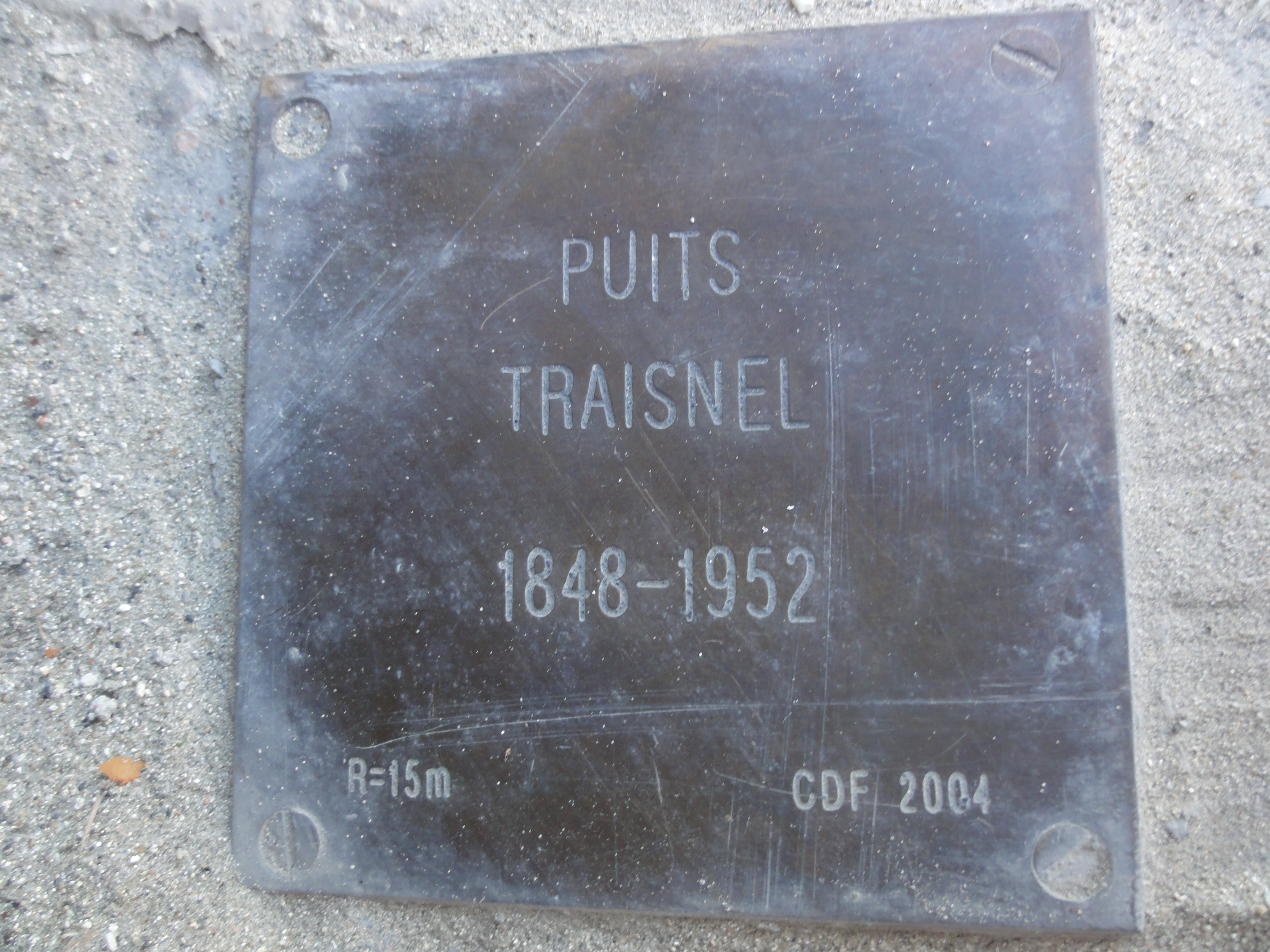
Puits Traisnel, 1848 - 1952.
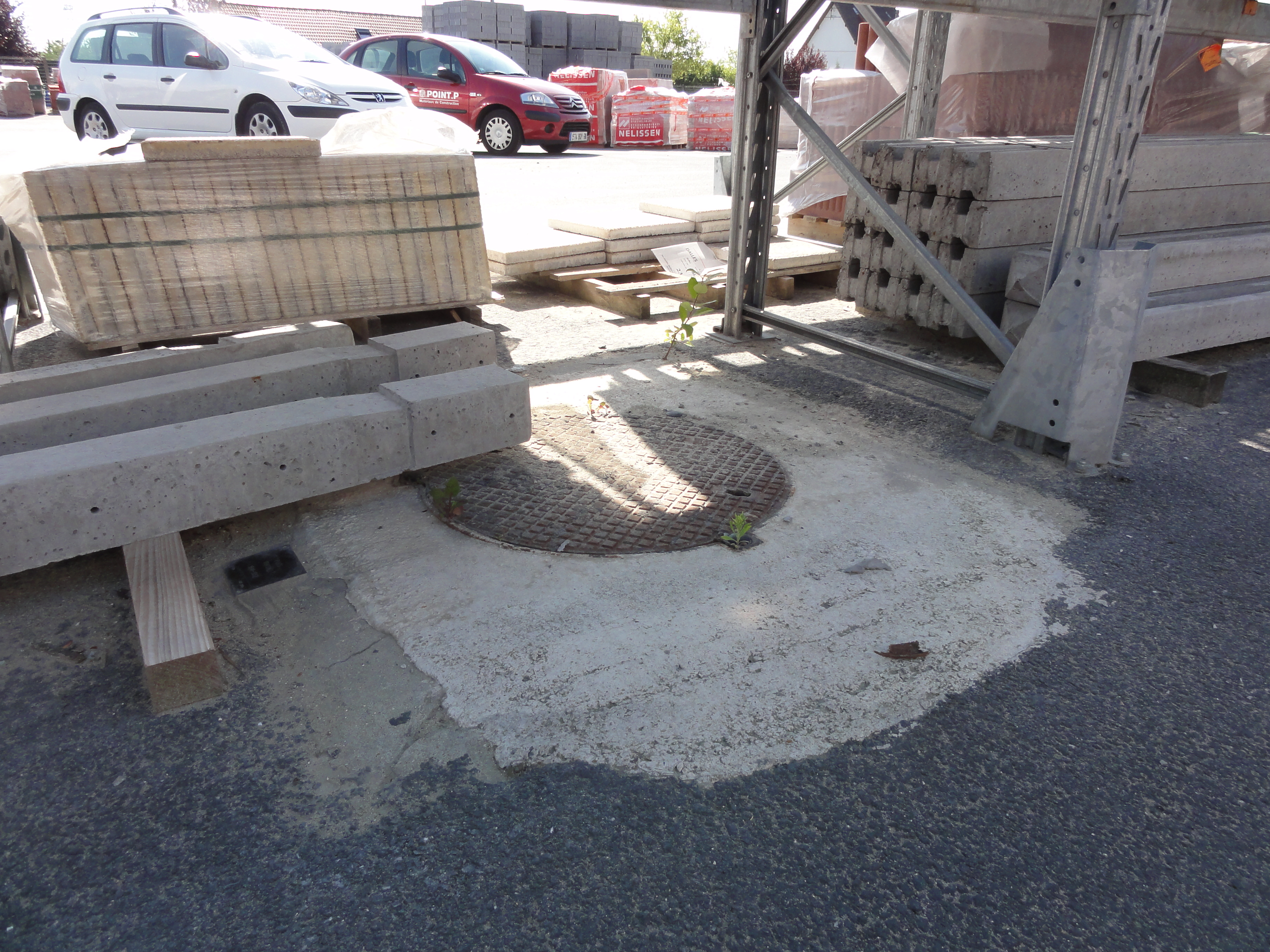
La tête de puits matérialisée Traisnel.
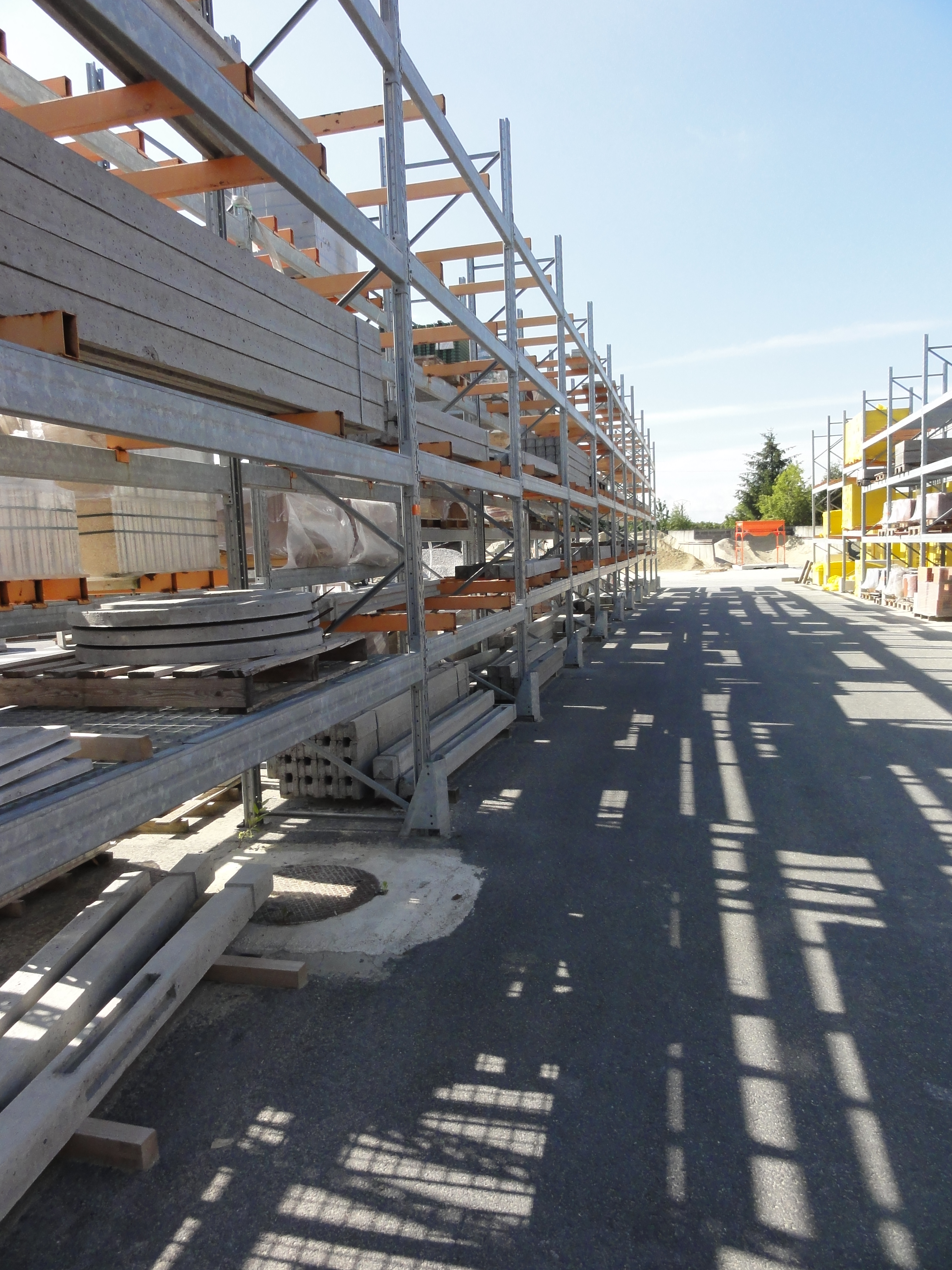
Le puits Traisnel dans son environnement.
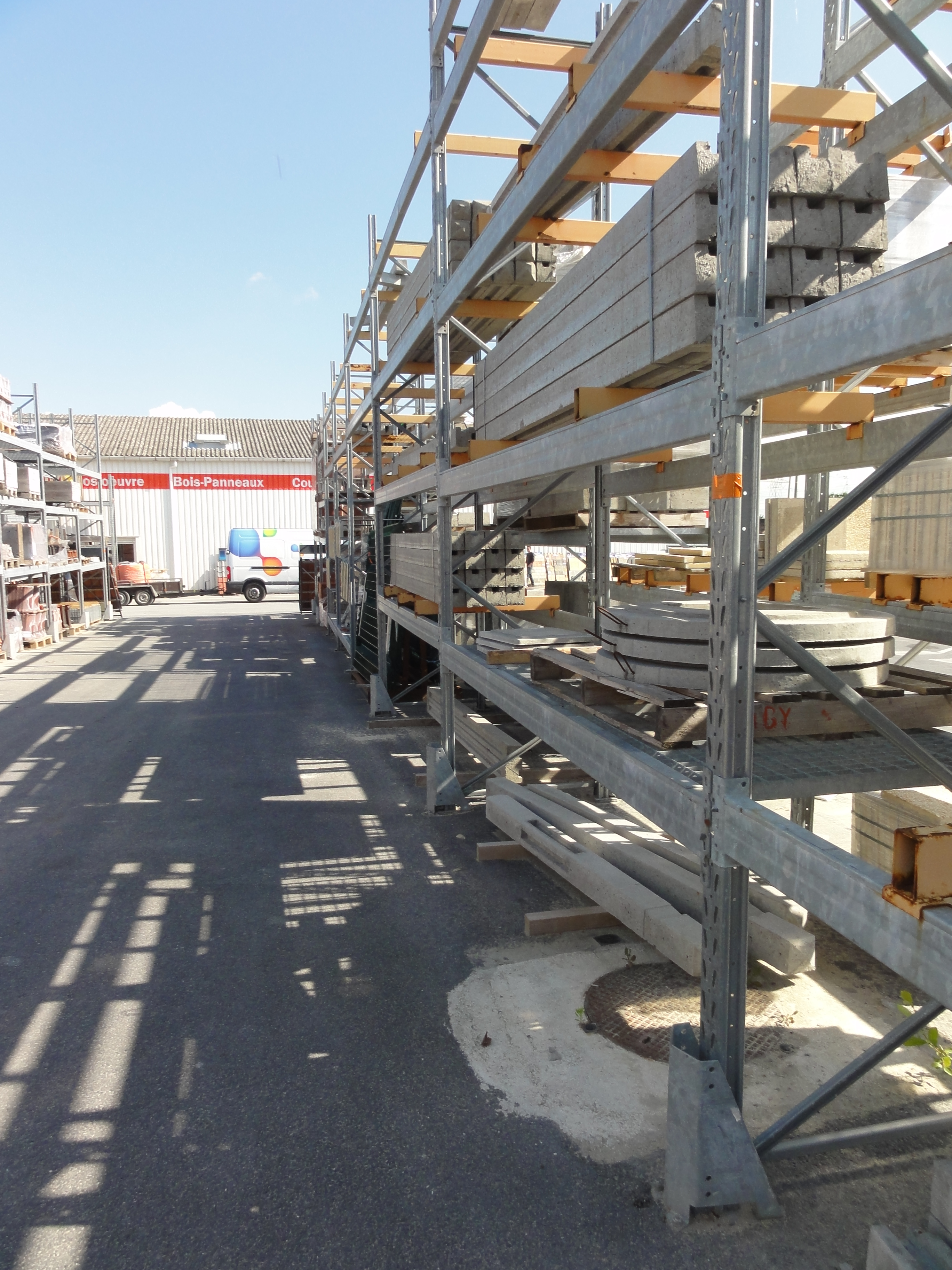
Le puits Traisnel dans son environnement.
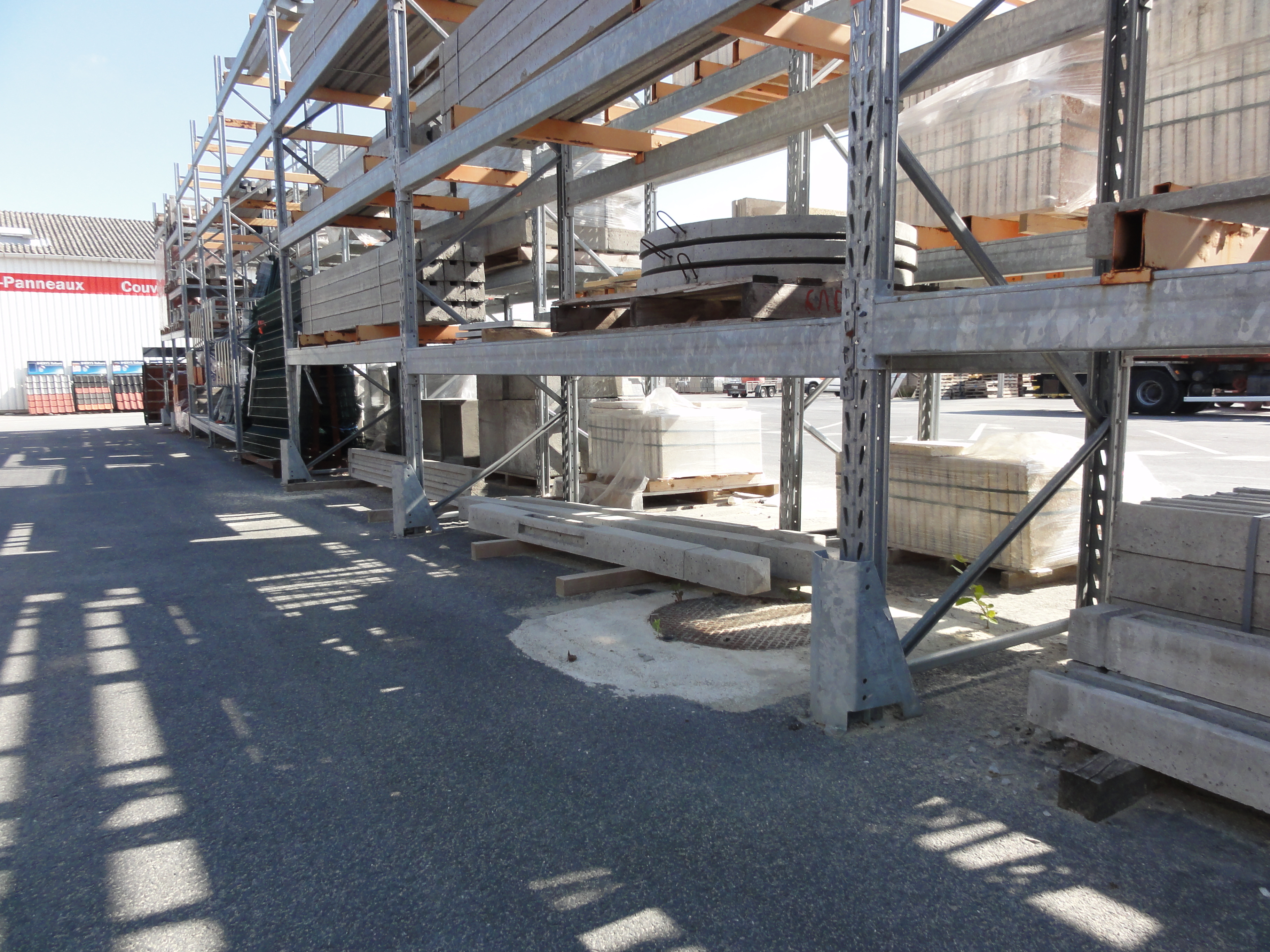
Le puits Traisnel dans son environnement.
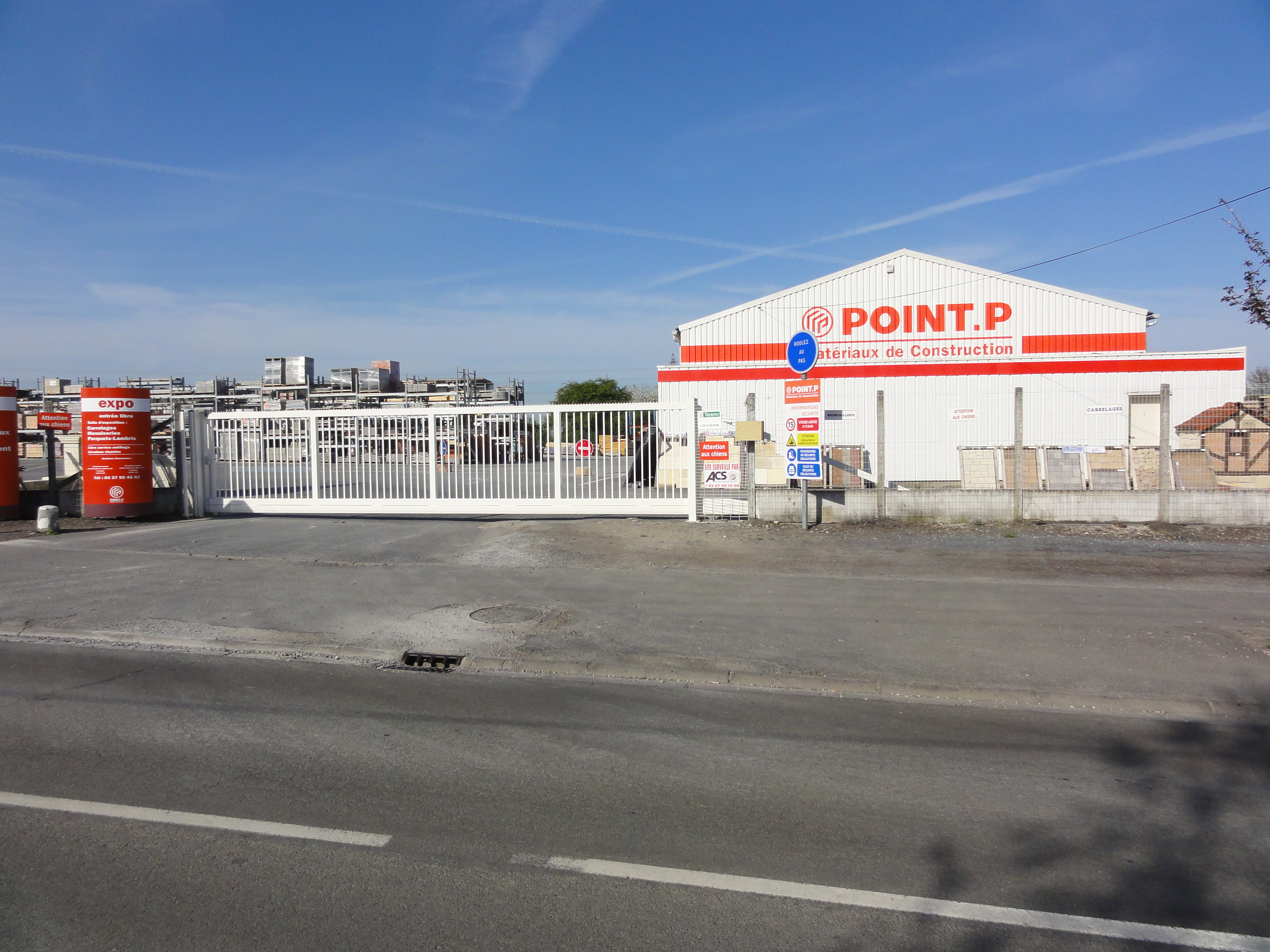
Le magasin Point P.

## Les terrils

### Terrilno127, Traisnel Est

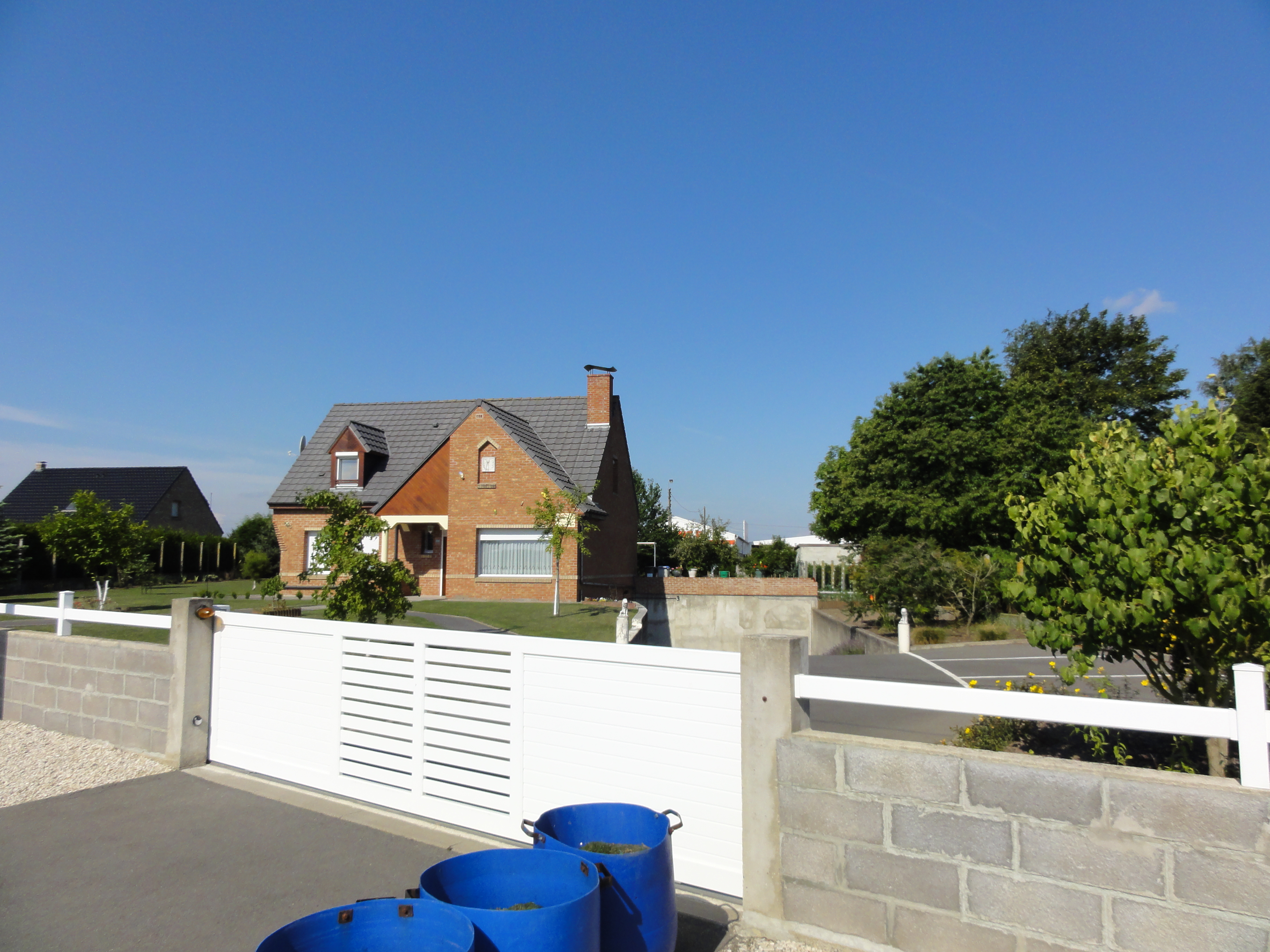
Le site du terril Traisnel Est.

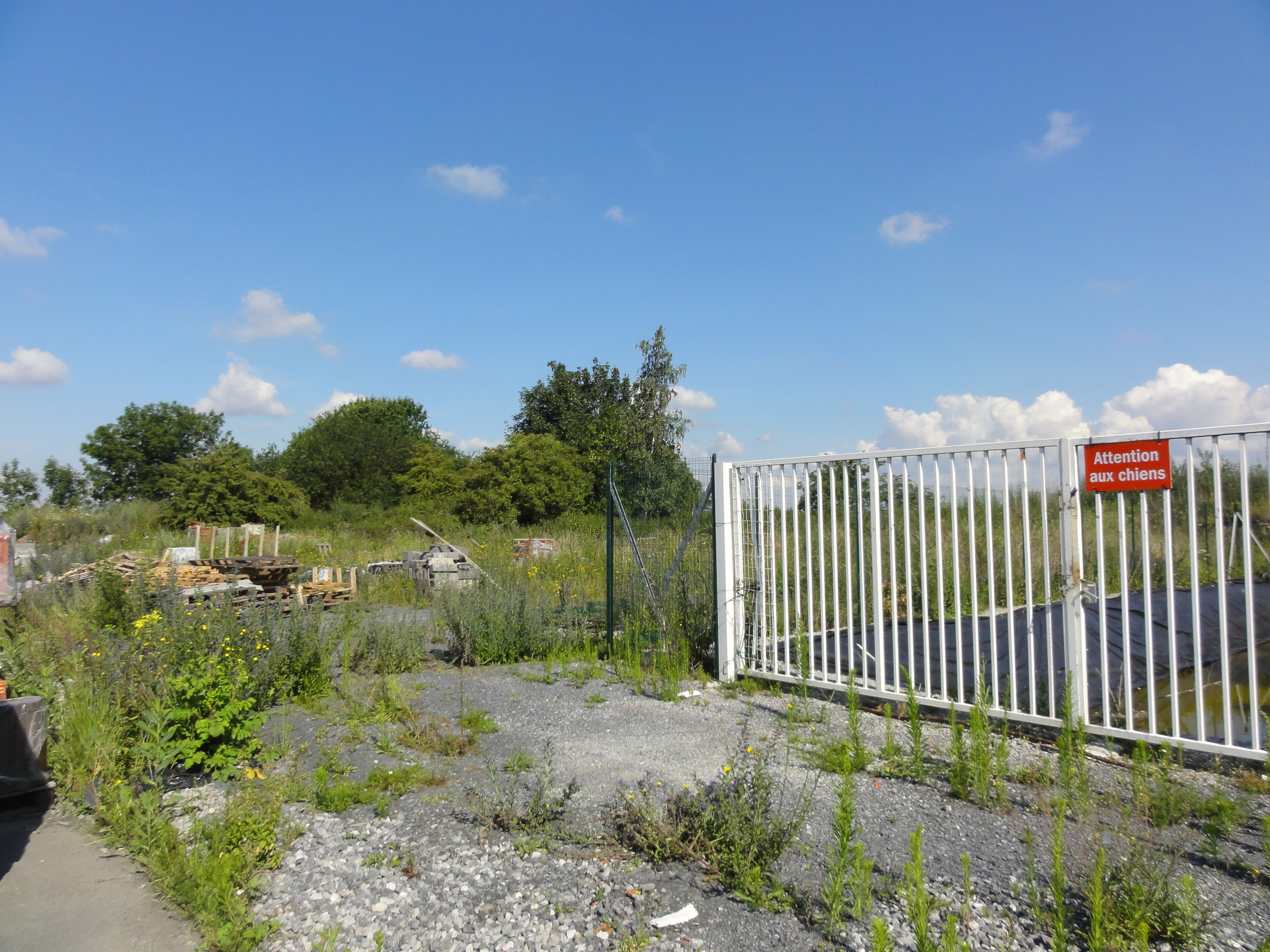
Le site du terril Traisnel Ouest.

50° 20′ 40″ N, 3° 15′ 27″ E
Le terril no 127, disparu, situé à Aniche, était un des deux terrils plats de la fosse Traisnel. Intégralement exploité, il n'en subsiste plus rien. Deux habitations occupent le site.

### Terrilno127A, Traisnel Ouest
50° 20′ 42″ N, 3° 15′ 21″ E
Le terril no 127A, disparu, situé à Aniche, était un des deux terrils plats de la fosse Traisnel. Intégralement exploité, il n'en subsiste plus rien. Il était situé au nord du carreau de fosse.